# Maidan (Calcuta)

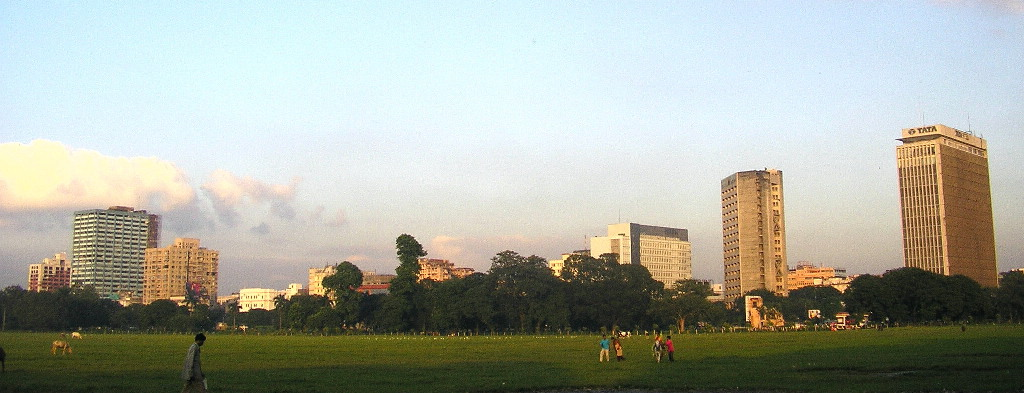
El skyline de Calcuta desde el Maidan.

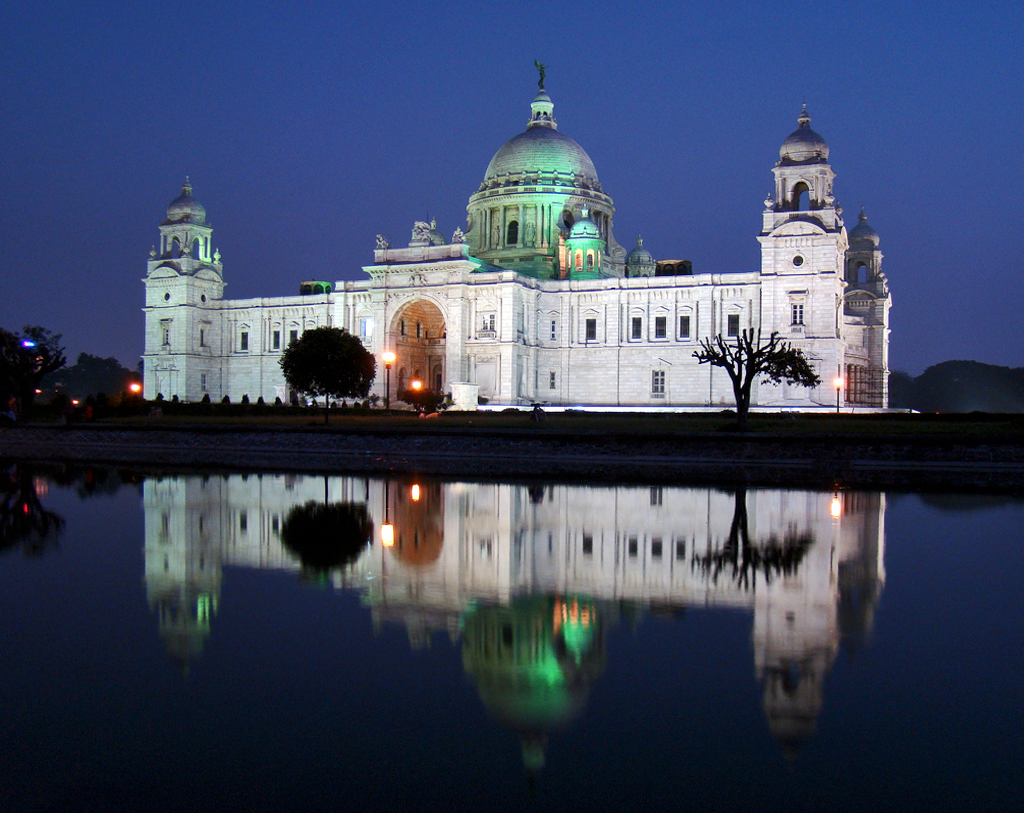
La fachada del Victoria Memorial al anochecer.

El Maidan (literalmente, «campo abierto»), también conocido como Brigade Parade Ground, es el parque urbano más grande de Calcuta (India). Es una amplia extensión de terreno que incluye importantes instalaciones deportivas, incluido el famoso campo de cricket Eden Gardens, varios estadios de fútbol y el Hipódromo de Calcuta. El Maidan está salpicado con estatuas y obras de arquitectura, la más destacable de las cuales es el Victoria Memorial. Debido a la frescura y vegetación que proporciona a la metrópolis, ha sido calificado como el «pulmón de Calcuta». Propiedad del Ejército de la India, el Maidan alberga el alto mando de la zona este del ejército, ubicado en Fort William. El Maidan se extiende desde el Raj Bhavan en la Esplanade, al norte, hasta la Biblioteca Nacional en Alipore, al sur. El espacio abierto se extiende desde el río Hugli al oeste hasta el Victoria Memorial al este. Es un lugar histórico y cultural de Calcuta, así como un centro de ocio y esparcimiento para los habitantes de la ciudad.

## Historia
En 1758, un año después de su decisiva victoria en la batalla de Plassey, la Compañía Británica de las Indias Orientales empezó la construcción del nuevo Fort William en el centro del pueblo de Gobindapur. Los habitantes de este pueblo fueron compensados con terrenos en Taltala, Kumartuli y Shovabazar. El fuerte fue completado en 1773. En palabras de H.E.A. Cotton:

La jungla que separaba el pueblo de Chowringhee del río y albergaba tigres fue despejada y sustituida con la amplia superficie de hierba del Maidan del que Calcuta está tan orgullosa. La formación de este amplio espacio abierto y el llenado del arroyo que había cortado el asentamiento en el sur hizo que los habitantes europeos gradualmente abandonaran los estrechos límites de las antiguas empalizadas. Estas migraciones hacia Chowringhee ya eran apreciables en 1746.

En 1883-1884 el Maidan, junto con los terrenos del Museo Indio, albergó la Exposición Internacional de Calcuta. En 1909, H.E.A. Cotton escribió:

El gran Maidan presenta un aspecto muy refrescante para la vista. El pesado rocío nocturno mantiene verde la hierba, incluso en la estación cálida. Muchos de los árboles que albergaba fueron derribados en el ciclón de 1864, pero no han permanecido sin sucesores, y las hermosas avenidas que cruzan el Maidan todavía constituyen la gloria principal de Calcuta. En este amplio espacio abierto hay varios depósitos, de los cuales los habitantes de la ciudad obtenían antiguamente su suministro de agua.

El Maidan fue trazado inicialmente como unos terrenos para desfiles militares para uso de las fuerzas armadas. Mientras los europeos se trasladaban a la zona que rodeaba el Maidan, los indios se desplazaban fuera de ella. Las familias más ricas, como los Debs se trasladaron a Sobhabazar, los Tagores a Pathuriaghata y Jorasanko, y los Ghosals a Bhukailash (Kidderpore). El Maidan ha estado estrechamente relacionado con el ejército desde que fue desarrollado; eran sus propietarios, pero su administración era cometido de la policía. En la zona ya había ladrones, tanto indios como europeos, en la década de 1860. Legalmente, el fuerte y el Maidan fueron excluidos de la ciudad mediante la Ley 16 de 1847.
En bengalí, el Maidan es llamado Gawr-er maath. Gawr significa fuerte y su significado literalmente se traduce como «terreno del fuerte».

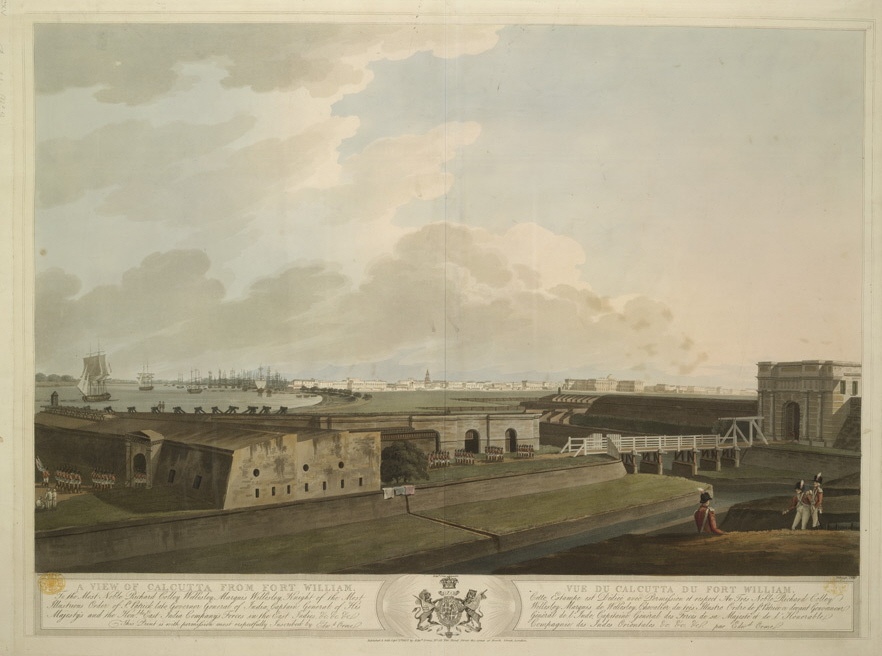
Vista de Calcuta desde el Fort William (ca. 1807)
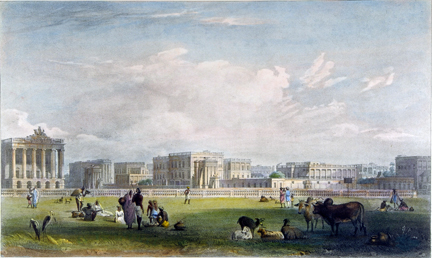
Vista de las mansiones que bordeaban el lado norte del Maidan, incluida Raj Bhavan
Ground of the Calcutta Cricket Club, 15th Jan'y. 1861 H.M. 68th L.I. from Rangoon, versus the Calcutta Cricket Club, una litografía sobre una acuarela de Percy Carpenter, que muestra el Club de Cricket de Calcuta, con el Maidan al fondo.
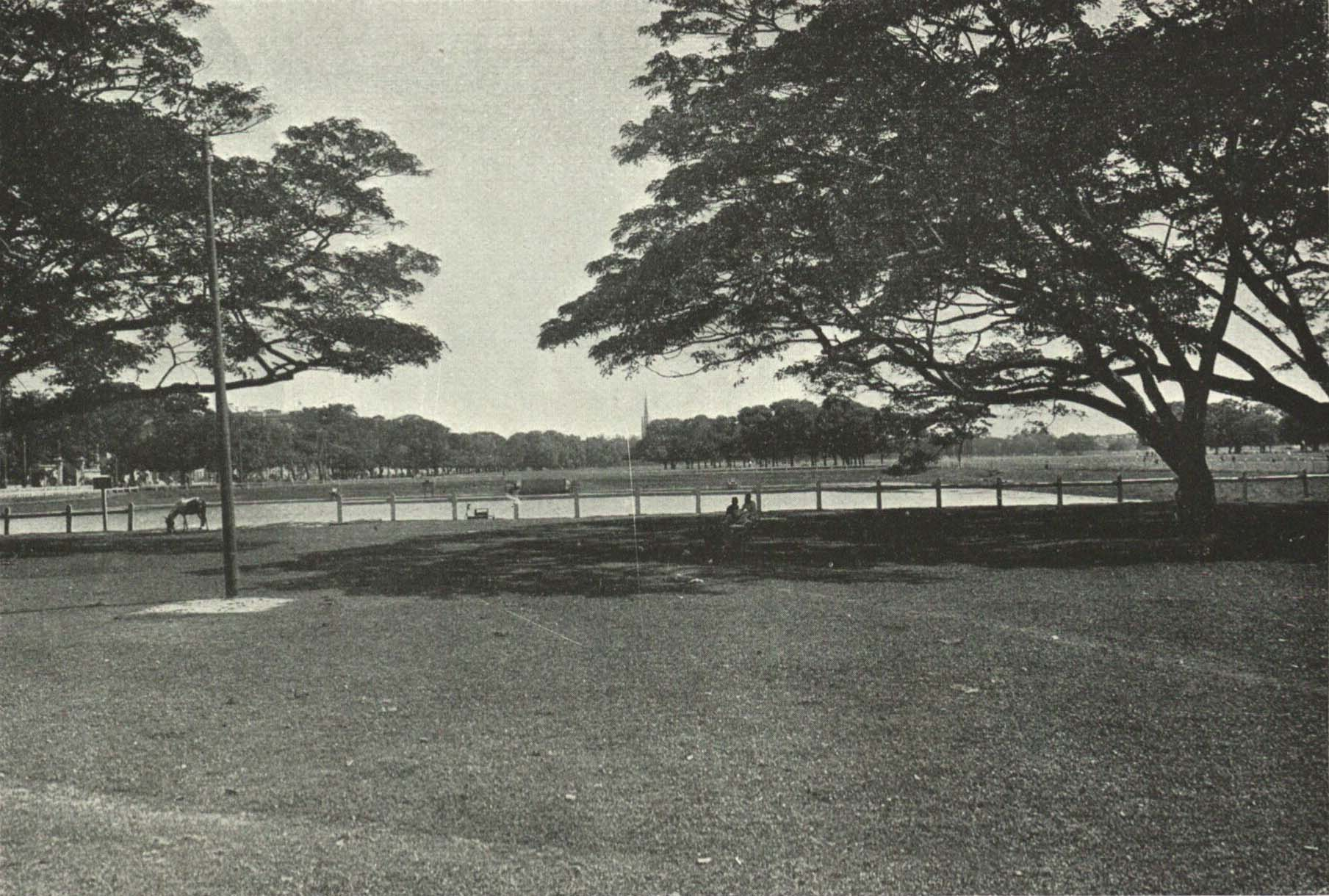
El Maidan, ca. 1905

## Alrededores del Maidan

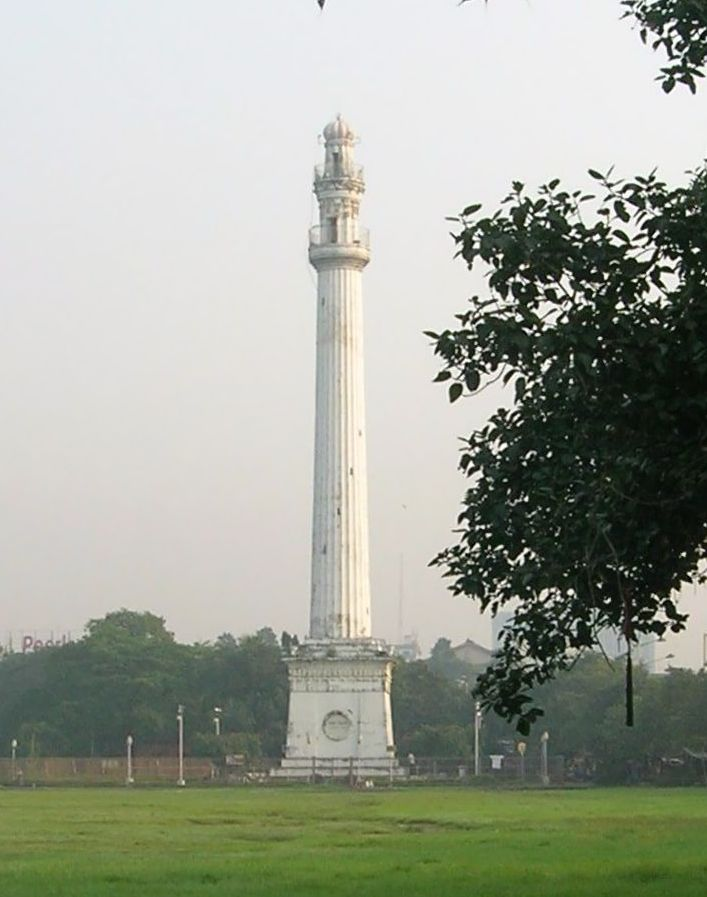
Shaheed Minar.

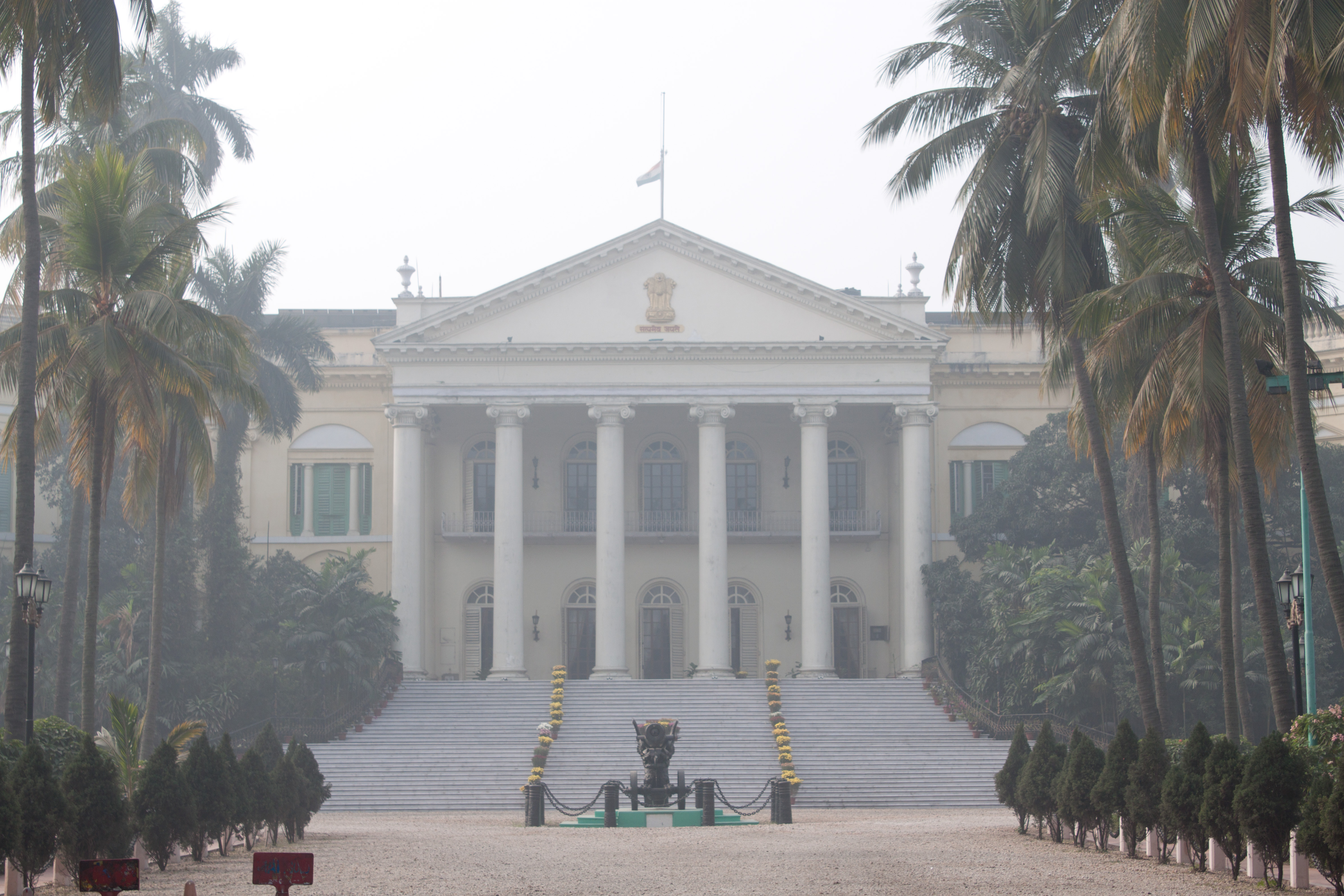
El Raj Bhavan en la parte norte del Maidan.

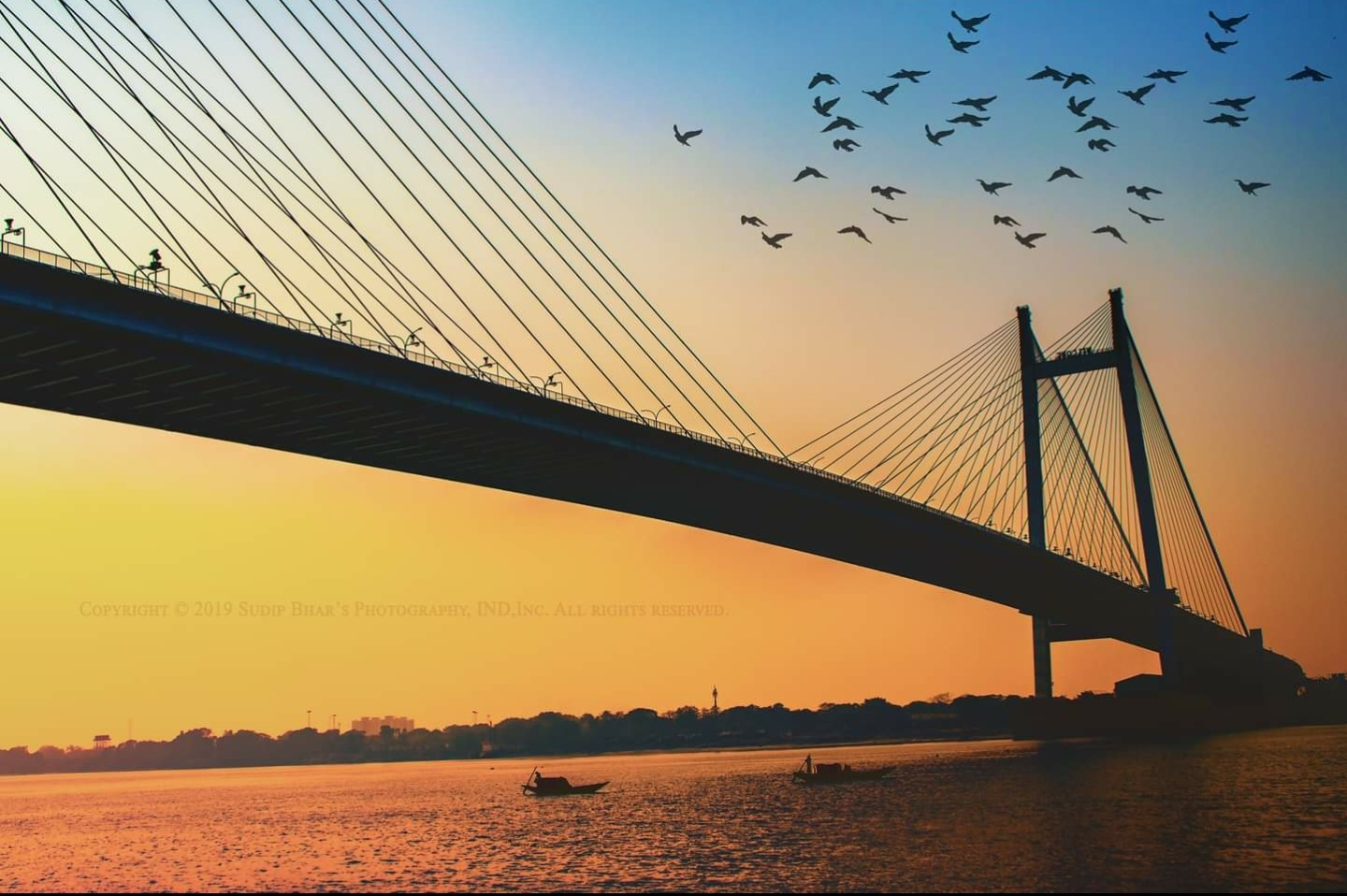
El puente Vidyasagar Setu visto desde Prinsep Ghat

Mientras el núcleo central del Maidan ha permanecido inalterado excepto por las calles y vías de tranvía que la cruzan, sus alrededores han experimentado una significativa actividad constructiva. En 1882, la Calcutta Tramways Corporation introdujo tranvías de vapor que atravesaban el Maidan y comunicaban Chowringhee con Kalighat y Khidirpur. En 1889 llegaron los tranvías eléctricos.

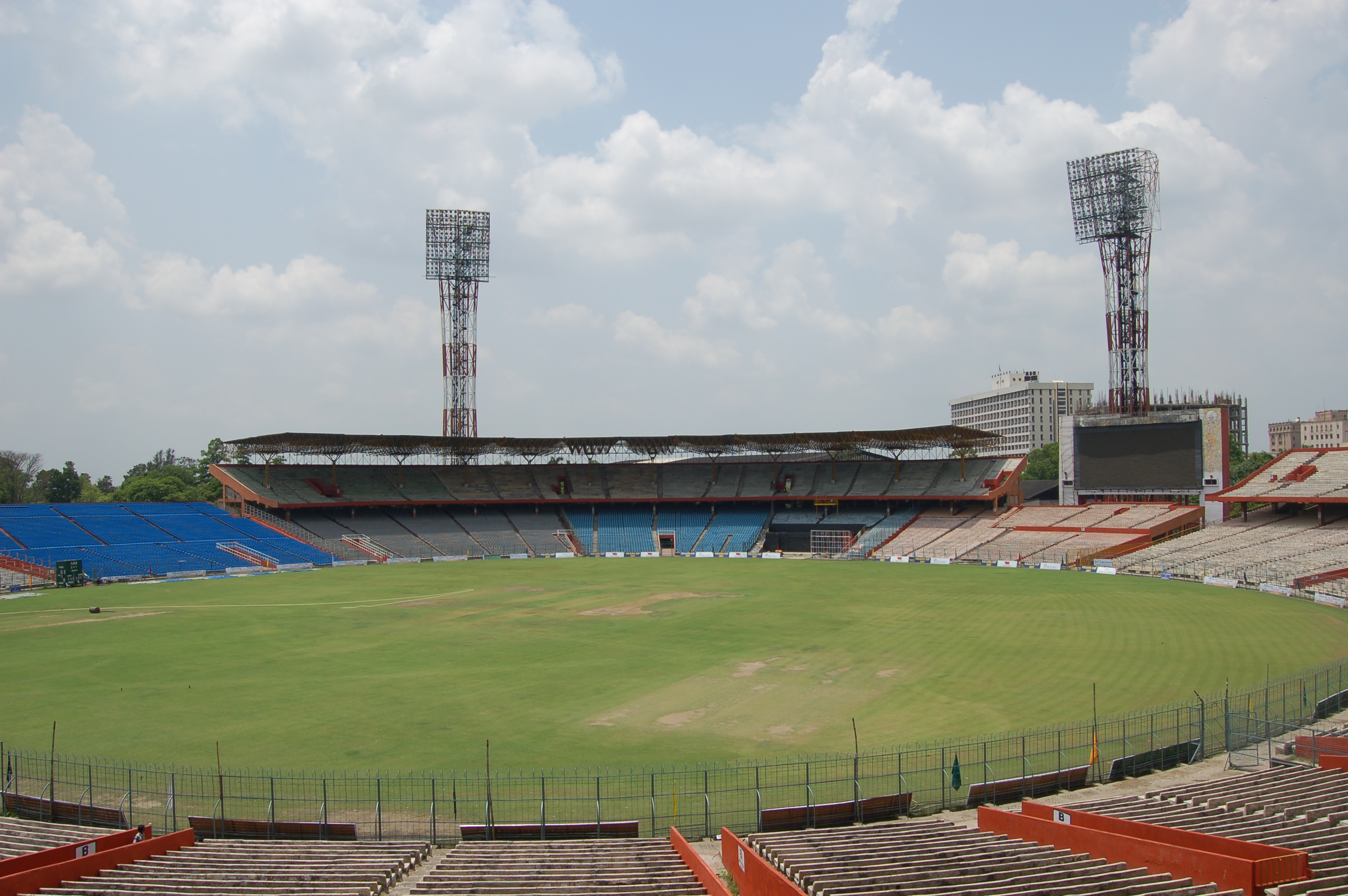
Eden Gardens, el segundo estadio de cricket más grande del mundo, está en pleno centro del Maidan.

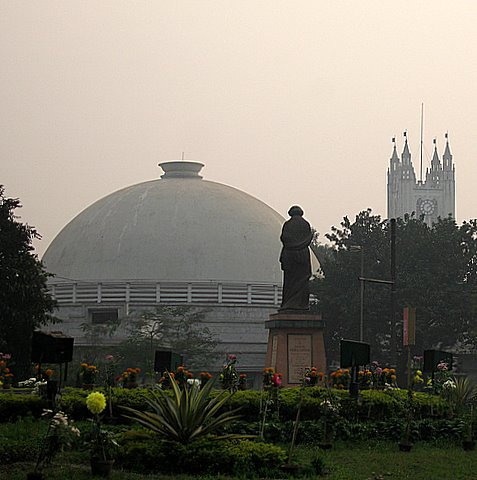
El Planetario Birla de Calcuta con una estatua de Indira Gandhi en primer plano y la Catedral de San Pablo al fondo.

La Raj Bhavan fue construida en 1803; el Shaheed Minar, de 48 metros de altura, en 1848; el museo se ubicó inicialmente en la Sociedad Asiática de Calcuta en 1814 pero se trasladó a su ubicación actual con el nombre de Museo Indio en 1887; la Catedral de San Pablo fue construida entre 1839 y 1847 y fue consagrada en 1874; y el Victoria Memorial fue construido en 1921. En Council House Street, en una esquina del Maidan, se encontraba el Fort William College, que desempeñó un papel pionero en el desarrollo de muchos de los idiomas de la India, en particular del bengalí.
El estadio de cricket Eden Gardens fue construido en fases. Entre los últimas edificios construidos en el Maidan están el Estadio Cubierto Netaji, el Planetario Birla, Rabindra Sadan, la Academia de Bellas Artes y Nandan.
Chowringhee Avenue, parte de la columna vertebral norte-sur de Calcuta, fue trazada en la misma época que el Maidan a lo largo de la que era la antigua carretera construida por los Sabarna Roy Choudhurys, los antiguos zamindares de Calcuta, desde Barisha hasta Halisahar. La sección Tollygunj–Esplanade del Metro de Calcuta se tardó en construir algo más de siete años, tiempo durante el cual perturbó la actividad en el extremo este del Maidan. Las estaciones que bordean el Maidan, de sur a norte, son Maidan, Park Street y Esplanade.
El Puente de Howrah está lejos del Maidan, pero el segundo puente sobre el río Hugli, Vidyasagar Setu, se encuentra sobre una esquina del Maidan, muy cerca del Fort William.

## Estatuas
El Maidan estaba salpicado con estatuas de gobernadores y otras personalidades eminentes del Raj británico, como Lord Curzon, Kitchener, Roberts, Minto, Northbrook, Canning y otros que habían conocido bien Calcuta. Dos o tres de ellas fueron erigidas en los primeros años tras la independencia india en 1947; no fue hasta 1983 cuando fueron retiradas las últimas dieciséis de ellas. Con el tiempo, muchos de los zócalos o huecos vacíos fueron sustituidos con estatuas de indios, incluidos Mahatma Gandhi, Ram Mohan Roy, Chittaranjan Das, Jawaharlal Nehru, Subhas Chandra Bose, Sri Aurobindo, Matangini Hazra, Pritilata Waddedar, Indira Gandhi y Gostho Pal. En la esquina noreste de la Esplanade se encuentra una estatua de Vladimir Lenin, colocada para celebrar el centenario de su nacimiento.

## Eventos

### Manifestaciones políticas
El Maidan ha sido el lugar de celebración de importantes encuentros y manifestaciones políticas de todos los partidos. Como consecuencia, limpiar el Maidan después de la finalización de cada manifestación se ha convertido en un asunto delicado. Las autoridades del ejército han decidido imponer una fianza a los organizadores de los manifestaciones como precaución y su compromiso de limpiar la basura tras la manifestación en un intento de limpiar la contaminación del Maidan.
Geoffrey Moorhouse en 1971 presenta una intensa descripción de una manifestación del Partido Comunista de la India (Marxista) en el Maidan:

Habitualmente empiezan en torno a la hora del té, y raramente terminan antes de las nueve en punto. Son demostraciones magistrales de organización. La tribuna es alta, de manera que los que se encuentren sobre ella sean visibles desde una gran distancia, y es lo suficientemente grande para alojar a veinte o treinta personas; está iluminada con focos, y tiene una enorme tela roja sobre la cual Lenin se esfuerza decididamente hacia adelante desde una maraña de pancartas. Todo está perfectamente bajo control. Mientras se sientan allí sobre el terreno, fila tras fila de ellos, con una brigada de mujeres jóvenes al frente, en la distancia, al otro lado del Maidan, las personas han escalado árboles y otros se agolpan sobre los cocheras del tranvía de la Esplanade. Debe haber unos cien mil aquí en total. Los líderes se dirigen a través de la guardia de honor hasta la tribuna. Es entonces cuando Promode Dasgupta y Hare Krishna Konar dan sus discursos. Suya es la oratoria que hace a los hombres delirantes con sueños, que puede impulsar a una turba a una marcha de destrucción. Cuando los discursos terminan, los líderes empiezan a cantar La Internacional. Por toda la multitud se encienden rápidamente antorchas y se mantienen en lo alto en fulgurante saludo.

### Controversia de la feria del libro
El Maidan ha sido el lugar de celebración de numerosas ferias y exposiciones incluida la Feria del Libro de Calcuta, la Exposición de Telares, la Feria de Comercio Industrial de la India, la Feria de Turismo y Viajes, Vidyasagar Mela y Lexpo. Una de las razones de esto es que no se había construido en Calcuta un recinto ferial similar al Pragati Maidan de Delhi. Con miles de personas asistiendo a las ferias, surgió el problema de la contaminación y se presentaron litigios de interés público. Las autoridades del ejército fueron alertadas y empezaron a presionar para trasladar las ferias a algún otro lugar, posiblemente en la zona del Eastern Metropolitan Bypass. Un visitante bromeó en 2003: «Ya no es la Feria del Libro de Calcuta. Es el Gran Bazar, y la tendencia ha venido para quedarse». Cuando en 2003 se clausuró la 17.ª Feria de Comercio Industrial de la India, que contó con setecientos expositores, había recibido a más de ochocientos mil visitantes. A finales de 2013 el ministro de comercio e industria, Nirupam Sen, anunció el proyecto de construir un recinto ferial permanente junto al Eastern Metropolitan Bypass. Confirmó que la Cámara Nacional de Comercio e Industria de Bengala, uno de los coorganizadores de la feria, ha expresado su voluntad de formar parte del proyecto.

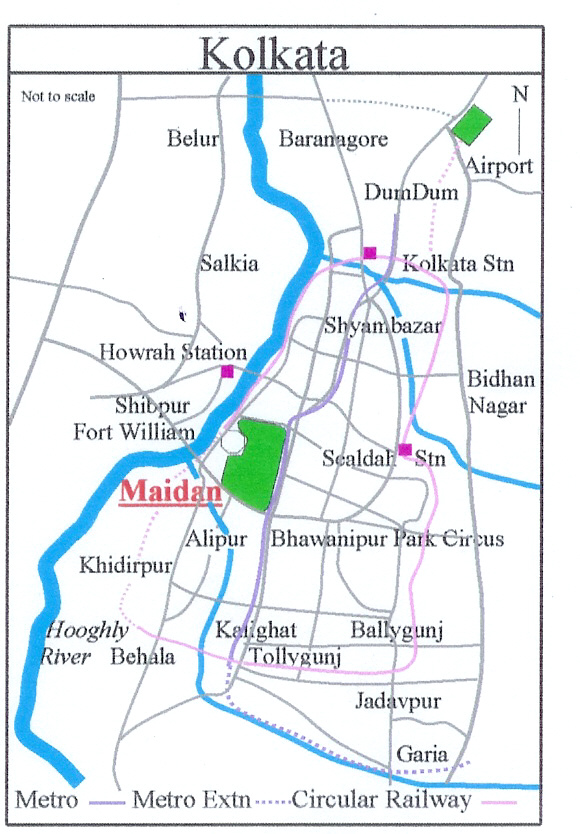
Ubicación del Maidan en un mapa de Calcuta.

Cuando en 2004 se clausuró la 29.ª Feria del Libro de Calcuta, con una asistencia récord de 2 475 000 personas, los organizadores anunciaron que ya habían solicitado al comisario de policía y las autoridades de defensa permiso para celebrar la feria el año siguiente. En 2005, The Statesman, un importante periódico de Calcuta escribió:

La Feria del Libro de Calcuta bien pudo haberse celebrado por última vez en el Maidan. En años recientes, casi todo el Maidan se ha usado para albergar toda clase de ferias y eventos. Esto, obviamente, no puede continuar, y nuestros tribunales de justicia están tomando conocimiento. Los militares también han despertado a su responsabilidad medioambiental. Incluso las empresas aparentemente han mostrado preocupación. A este paso, parece que el pulmón de Calcuta, y sus habitantes, todavía tienen alguna esperanza.

Tanto el primer ministro como el secretario jefe aseguraron que sería el último año que se iban a celebrar ferias en el Maidan, dado que aún no se había completado el recinto ferial permanente junto al Eastern Metropolitan Bypass —que sería a partir de entonces el lugar de celebración de ferias comerciales, la Feria del Libro de Calcuta y otros eventos—, y las autoridades del ejército permitieron que la Feria del Libro se celebrara por última vez en el Maidan en 2006.
Las controversias para organizar la feria del libro en el Maidan empezaron de nuevo en 2007, pero el Tribunal Supremo de Calcuta emitió un fallo en contra de permitir que se celebrara en el Maidan. La Feria del Libro se celebró eventualmente en el Yuva Bharati Krirangan en 2007. Otras ferias fueron trasladadas antes.

## El Maidan en la cultura popular bengalí
Cuando John Elliot Drinkwater Bethune (1801–1851) fundó en 1849 la escuela de niñas que posteriormente llevaría su nombre, el célebre poeta bengalí de la época Ishwar Chandra Gupta (1812–1859) expresó el espíritu de indignación pública como sigue:

Jato chhunrigulo turi mere ketab hatey nichhey jabey,
A B sikhey, bibi sejey, bilati bol kabei kabey
aar kichhu din thakrey bhai! pabei pabe dekhte pabe
apon hatey hankiye bogey, garer maatthey haoa khabey.
Cuando todas las muchachas hayan empezado a aprender el alfabeto, recogiendo el libro, fingiendo ser damas inglesas, usarán definitivamente la lengua extranjera; ¡Hermanos, esperad unos días más! Y podréis echar un vistazo, irán a los terrenos del fuerte a deambular, con las riendas en la mano.

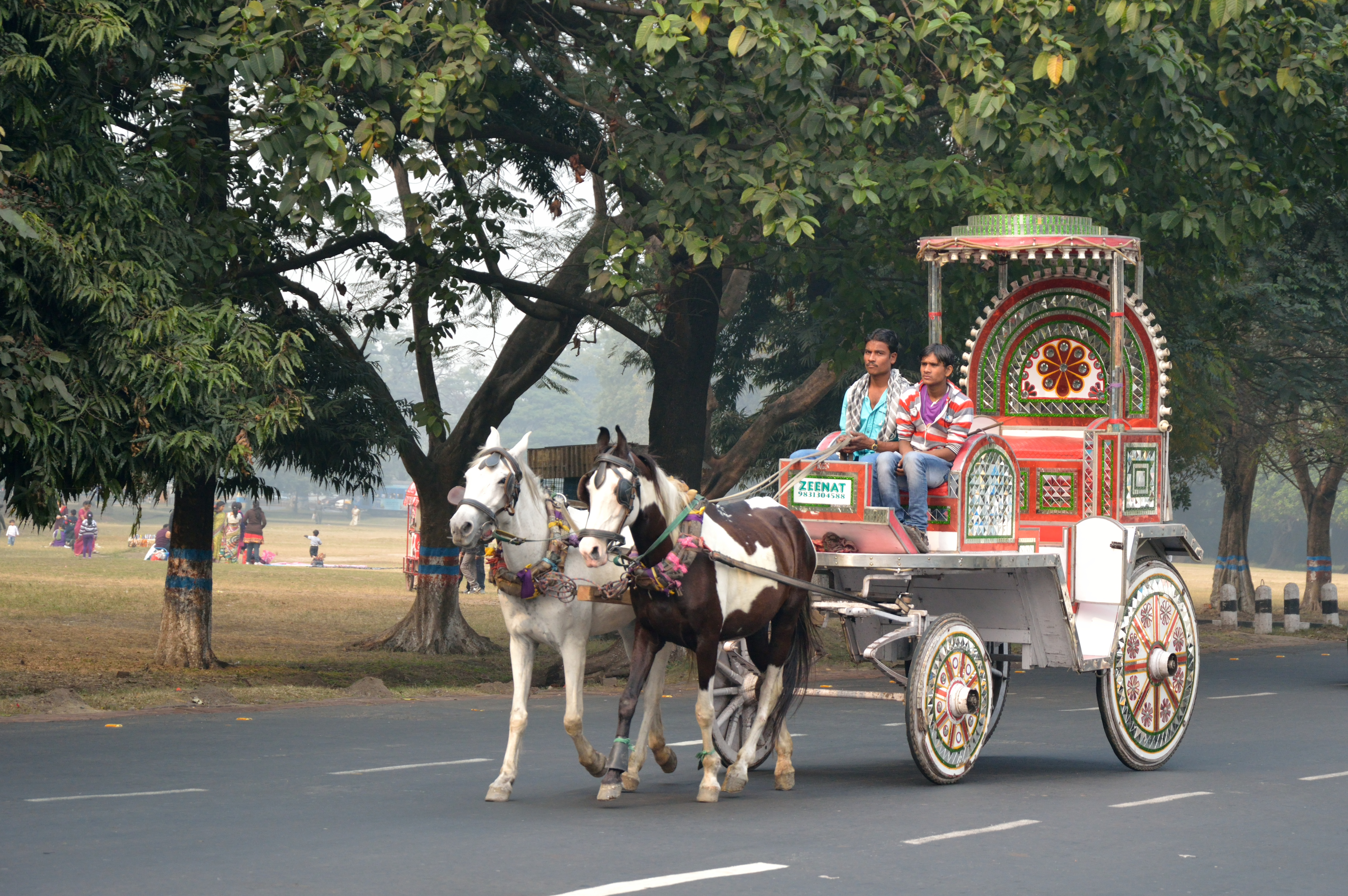
Un coche de caballos, usado para paseos alrededor del Maidan.

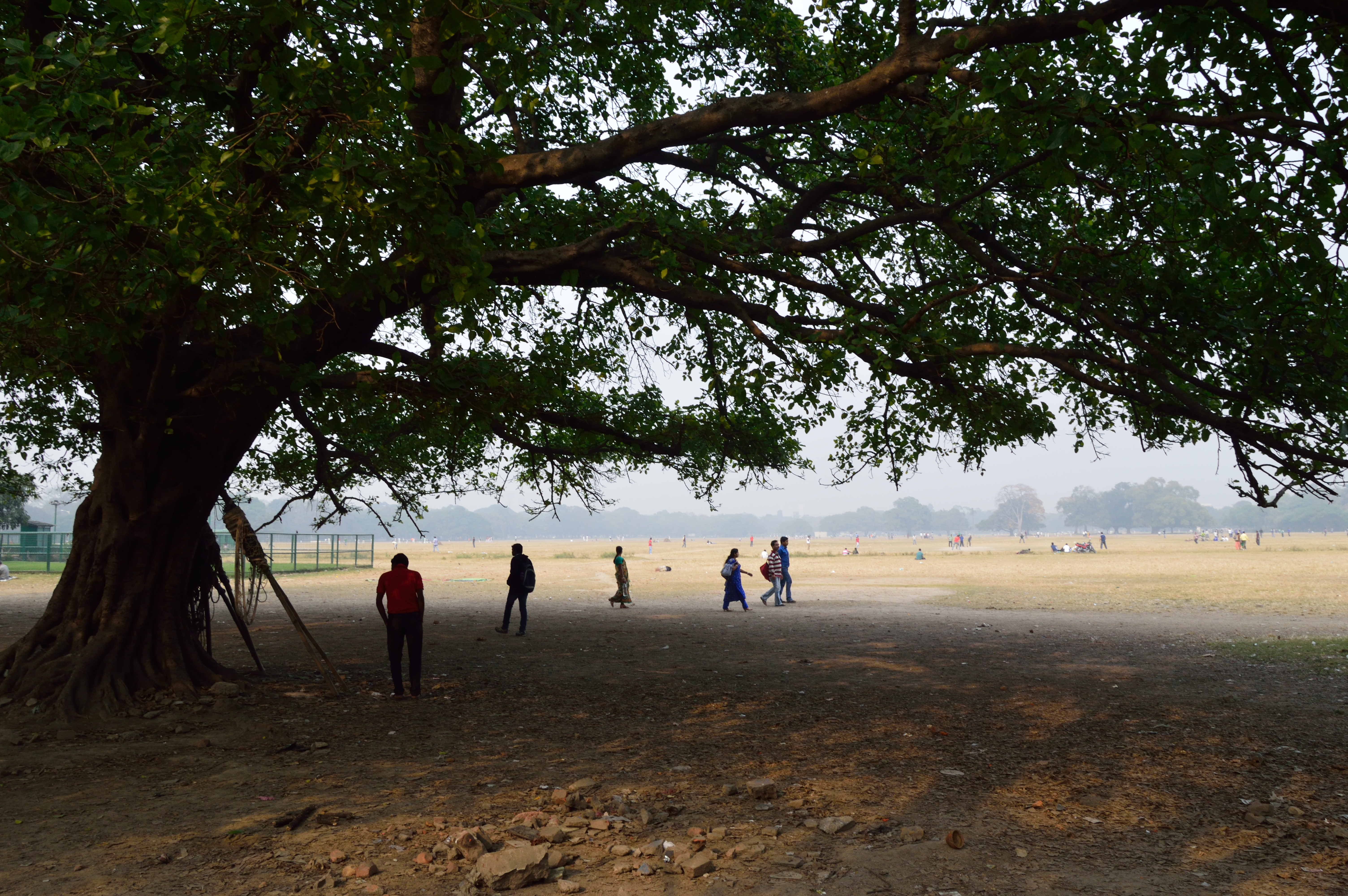
La vida en el Maidan.

No hubo que esperar mucho. Después de que Jyotirindranath Tagore (1849–1925) enseñara a su esposa, Kadambari, a montar a caballo en el Maidan desafiando la conservadora sociedad de la época, la sociedad bengalí nunca volvería a ser la misma.
Durante el Raj británico, en el Fort William fueron estacionados soldados blancos. Cuando salían al Maidan a pasear, solían golpear a los chicos bengalíes que encontraban en el Maidan, que eran demasiado tímidos para protestar. Sarala Devi Chaudhurani (1872–1945) se quedó profundamente sorprendido por el comportamiento cobarde de los jóvenes. Introdujo el Birastami brata como parte del Durgá Puyá, donde los jóvenes hicieron el juramento de levantarse valientemente contra cualquier forma de opresión. Posteriormente inspiró a los jóvenes del país a entregar sus vidas en la lucha por la libertad.

## Vida en el Maidan
Las avenidas del Maidan están salpicadas con pequeños bungalós verdosos que pertenecen a clubes deportivos, y también hay campos de juego. Los tres grandes del fútbol de Calcuta —Mohun Bagan, East Bengal y Mohammedan Sporting— tienen una presencia notoria. También hay nombres con gloria pasada como los Rangers. En algún punto intermedio hay organizaciones como el Kennel Club and Press Club. También hay clubes de orden inferior, que no tienen muchos seguidores pero tienen una contribución notable y a veces dan una sorpresa, como Wari, Aryans, Rajasthan, etc.
La larga historia del cricket indio empezó con un partido de dos días en el Maidan en enero de 1804 entre antiguos estudiantes del Eton College empleados por la Compañía de las Indias Orientales. El torneo de hockey más antiguo del mundo, la Beighton Cup, fue fundado en 1895 y se disputa usualmente en el Mohun Bagan Ground en el Maidan.
El Maidan no es solo cricket, fútbol y hockey, aparte de lugar de celebración de desfiles del ejército, es muchas cosas para muchas personas. Hay lavanderos que lavan ropas y a ellos mismos en sus estanques, pastores que atienden a sus rebaños, ciudadanos dando sus paseos matutinos, y coches de caballos surcando sus bordes entreteniendo a juerguistas y empresarios para ganar dinero. Cuando Jamshedji Framji Madan entró en la escena de la cámara de cine en 1902, empezó a proyectar películas en tiendas de campaña, una de las cuales fue instalada en el Maidan. Una toma de la película de Satyajit Ray Jana Arayanya muestra a dos jóvenes desempleados observando la comedia urbana en expansión alrededor de ellos en el Maidan e identifica al empleado de oficinas típico entre la multitud. Él es presentado en una toma lejana, que lo hace insignificante ante el imponente y miserable paisaje urbano de la ciudad, caminando penosamente a casa tras una jornada laboral de nueve a cinco.